# أربيان صغير الأوراق
أربيان صغير الأوراق (الاسم العلمي: Anthemis parvifolia) هو نوع نباتي يتبع جنس الأربيان من الفصيلة النجمية.

## الموئل والانتشار
في بلاد الشام.